# Karim El Eraki
Karim Hesham Mohamed Mohamed El Eraki, noto semplicemente come Karim El Eraki (in arabo كريم العراقي‎?; 29 novembre 1997), è un calciatore egiziano, difensore dell'Al-Masry.

## Palmarès

### Nazionale
- Coppa d'Africa Under-23: 1

Egitto 2019